# Ирена Ристић
Ирена Ристић (Београд, 8. мај 1970) српскa је позоришнa и филмска редитељка, универзитетски професор и психолог.

## Биографија
Ћерка је позоришног и ТВ редитеља Јована Ристића.
Дипломирала је на Факултету драмских уметности, на катедри за позоришну и радио режију. Наставила је студије на Одељењу за психологију Филозофског факултета у Београду, и одбранила магистарску тезу под менторством професора др Александра Костића. Специјализацију у области психодраме завршила је у оквиру Института за психодраму Београд. Докторирала је у области психологије уметности на Одсеку за теоријске науке Факултета ликовних уметности у Београду.
Учествовала је у раду Београдског драмског позоришта, Малог позоришта „Душко Радовић”, Југословенског драмског позоришта, Народног позоришта у Бања Луци, Зрењанину, Крушевцу, Вршцу, Шапцу и у другим градовима у региону. До сада је остварила више од четрдесет режија, и низ ауторских  пројеката. У омладинском позоришту ДАДОВ режирала је представе Виктор или деца на власти и Валпургијска ноћ.
Поред представа, реализује огледне радове: „Проба” (2016), „Шта каже Ирена Ристић?” (2015), „Пажљиво посматрање” (2014), „Обичан један биоскоп Непар” (2013), „процес_К” (2011), „Соба малих страхова” (2009), и друге.
Ауторка је више уметничких радова, као и низа истраживачких пројеката у домену психологије уметности, од којих су најважнија представљена у књигама.
Она води групу Хоп Ла! Уредница је и коуредница неколико тематских зборника.
Ради као ванредни професор психологије и психологије креативности, у оквиру Катедре за теорију и историју ФДУ Београд.
Водила је платформу ФДУ - Против насиља која је покренута после изношења оптужби Милене Радуловић против наставника приватне школе глуме Мирослава Мике Алексића, а на коју студенти могу да пријаве све облике злостављања.
Чланица је Савеза драмских уметника Србије.

## Награде
Добитница је награде за најбољи екпериментални филм 57. Фестивала документарног и краткометражног филма (2010) и Специјалне награде 34. Фестивала Tous Courts Aix en Provence (2016).
Међународне фестивалске награде освојили су њени филмови „Апетит” (2010) и „Аутопејзаж” (2016), као и представа „Бела грива” (2019).
Њен истраживачки пројекат Генерација З добио је награду „Звезде Београда” као најбољи у пољу омладинске политике за 2011, а за научни рад Novelty and Coherence in Group Creative Processes добила је награду Early stage research award часописа Психологија за 2016. годину.

## Дела
- „Огледи о другарству и поседовању” (2019)
- „Почетак и крај креативног процеса“ (2010)
- „Психологија креативности“, коаутор, (2013)
- Два приручника за обуку професионалаца који раде са децом
- Ристић, ИИ. (у штампи). Мала врата. Београд: Геопоетика[1]
- Ristić, I. (2021). On kindness and collectivity. In J. Karaulić & A. Letunić  (Eds.) Performing arts betnjeen politics and policies: Implications and challenges (pp. 170–184). Belgrade: Faculty of Dramatic Arts ; Zagreb: Academy of Dramatic Art.   978-953-8196-29-4[1]
- Milošević, Miloš; Ristić, Irena J. (2021). „Appraisal of familiarity njith content: its relationship njith dimensions of emotional edžperience”. Hellenic Journal of Psychology. 18 (1): 34—45. doi:10.26262/hjp.v18i1.7879..[1]
- Milošević, Miloš; Ristić, Irena J. (2020). „Ambivalencija u kreativnoj produkciji studenata umetnosti”. Primenjena Psihologija. 13 (1): 119—138. doi:10.19090/pp.2020.1.119-138.[1]
- Milošević, M., & Ristić, I. (2019). Construction and validation of the Creativity Coefficient. In J. L. Cuadra (Ed.), Understanding creativity. Past, present and future perspective (pp. 31–60). New York, USA: Nova Science Publishers.  978-1-53616-053-6[1]
- Milošević, Miloš; Ristić, Irena (2018a). „Validacija koeficijenta izuzetnosti u proceni likovnih produkata”. Primenjena Psihologija. 11 (2): 227—246. doi:10.19090/pp.2018.2.227-246.[1]
- Ristić, Irena J.; Milošević, Miloš (2017). „Neugodni i novi sadržaji u funkciji kreativnosti: Po čemu se studenti umjetnosti razlikuju od ostalih?”. Suvremena Psihologija. 20 (2): 117—136. doi:10.21465/2017-SP-202-01.[1]
- Ristic, Irena (2017). „Towards new forms of collectivity: Superstructure and modelling of a self-organized scene in Belgrade”. Kultura (154): 414—434. doi:10.5937/kultura1754414R.[1]
- Milošević, Miloš; Ristić, Irena (2017). „Povezanost Kreativne Produkcije I Emocionalnog Doživljaja: Postajemo Li Kreativniji Posmatrajući Nove Neprijatne Slike?”. Primenjena Psihologija. 10 (3): 335—353. doi:10.19090/pp.2017.3.335-353.[1]